# Seggeurius
Seggeurius був родом травоїдних ссавців групи даманоподібних.